# Janira operculata
Janira operculata is een pissebeddensoort uit de familie van de Janiridae. De wetenschappelijke naam van de soort is voor het eerst geldig gepubliceerd door Wolf.